# 発震機構

横ずれ、逆、正の各断層における震源球の例。赤い線が断層面。

発震機構（はっしんきこう、英: focal mechanism）とは、地震学の用語で、ある断層が地震を起こした際における、地下での断層の位置や方向、地震の際の断層の動きのこと。メカニズム (mechanism) ともいう。これらを示すモデルを発震機構解あるいはメカニズム解という。
発震機構解を求める方法には、初動発震機構解（初動解）とセントロイド・モーメント・テンソル解（CMT解）の2種類がある。初動発震機構解は、複数の地震計で観測されたP波のデータを解析すれば算出できるため、広く用いられる。CMT解は長周期の地震波を解析して求めるため、規模がある程度大きな地震でしか用いられないが、セントロイド（地震で最もずれが大きかった部分のこと）での発震機構を算出するため、より実態に近い結果を算出することができ、また断層運動の規模も算出することができる。

## 断層パラメータ
発震機構解では、走向、傾斜角、すべり角の3つの要素を算出し、表現する。これら3つの要素を断層パラメータという。
走向とは、断層面を地表面（水平面）まで延長したとき、2つの面が交わる直線の方向をあらわす。通常、真北を0°として時計回りに数え、走行を示す矢印の右側に断層面がくる。記号はφθ。
傾斜角とは、断層面を地表面（水平面）まで延長したとき、2つの面がなす角度をあらわす。水平面を0°とし、最大で90°となる。記号はδ。
すべり角とは、断層面の下側の地盤（下盤）に対する、断層面の上側の地盤（上盤）の滑った方向をあらわす。走向を0°とし、反時計回りに数える。記号はλ。
正断層・逆断層・横ずれ断層は、すべり角により判別できる。
- 正断層 - 270°が横ずれ成分の無い純・正断層で、これより離れるほど横ずれ成分が大きくなる。
- 逆断層 - 90°が横ずれ成分の無い純・逆断層で、これより離れるほど横ずれ成分が大きくなる。
- 横ずれ断層 - 0°が正逆成分の無い純・左横ずれ断層、180°が同じく純・右横ずれ断層で、これより離れるほど正逆成分が大きくなる。

## 初動発震機構解

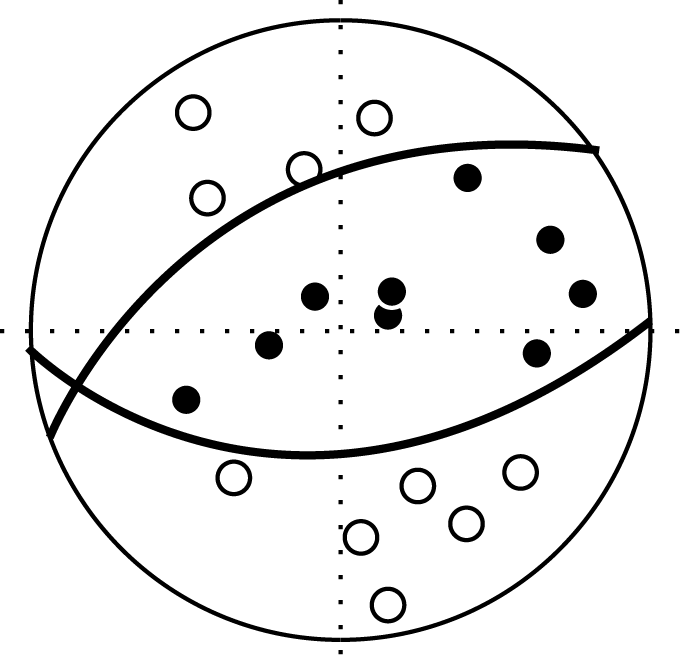
初動の押し引きの分布を震源球にプロットするとこのようになる。白がP(press)またはC(compressional)=引き（圧力）、黒がT(tension,tensional)=押し（張力）。

各観測点におけるP波の初動が「押し」であるか「引き」であるか（上下動の波形を見た場合、第一波が上向きであるか下向きであるか）を判別し、それぞれの観測点と震源の相対位置や速度構造を元に射出角と方位角を求め、球面に押し引きの分布を描画する。押しと引きの分布は球の中心を通る2つの直交する平面で分かつことができる。こうして2つの面を求めたものが初動発震機構解である。初動解は、断層面のみを求めるためのもので、地震の規模（気象庁マグニチュードMjなど）を求めるためには別の方法を用いる。
志田順らが1920年代にP波初動の四象限分布を発見してから、地震の断層面を決める有力な手がかりとして多くの地震の初動発震機構解が求められた。しかし、初動解を正確に求めるためには数十以上の観測点での明瞭なP波初動波形が必要であり、また解の精度は観測点分布にも大きく依存し、観測地域から遠いところの地震では求めるのが難しい。このことから特に日本の内陸や沿岸部の地震で多くの解が求められてきた経緯がある。
1970年代に長周期地震計や計算機環境が整備され、CMT解の計算手法が確立されると、規模の大きな地震の発震機構はCMT解で求められることのほうが多くなってきている。とくに規模の大きな地震は、P波初動が不明瞭な場合もままあるほか、初期破壊と主破壊のメカニズムが異なることから初動解からでは地震のメカニズムを正確に評価できないという事情もあり、CMT解が好まれる。しかしM2～4程度の地震は長周期の波の振幅が小さく、CMT解の計算が困難であることから、今も初動解の計算により発震機構が決められている。
ただ、高速化した現在の情報通信技術をバックボーンに、初動解により断層面を判別することで、地震発生後早い段階で海溝型・直下型・スラブ内といった地震の種類の判別が迅速にできるため、津波予報や防災に必要な情報として欠かすことができない解析手法の1つである。

## CMT解
- セントロイド (Centroid) - 動いた断層内で最も運動量が大きかった地点。
- モーメント (Moment) - 動いた断層の面積と運動（エネルギー）量を表す地震モーメント、あるいはモーメント・マグニチュード。
- テンソル (Tensor) - 断層の動いた方向を示す断層パラメータ（発震機構）。

の3つを同時に表現することから、セントロイド・モーメント・テンソル解と呼ばれる。
CMT解で推定される地震波の「押し」「引き」分布は、しばしば完全な四象限を示さず、推定断層面と若干のずれが生じる。この差異を非ダブルカップル成分比（非D.C.成分比）といい、しばしば断層運動の複雑さや特殊性（火山性地震など）を推定する手がかりになる。非ダブルカップル成分はcompensated linear vector dipole（CLVD）とも呼ばれる。また、解析によって導き出された各観測点の理論波形と観測波形の差をバリアンスリダクション(VR)といい、CMT解の精度を示す指標として用いる。
CMT解は、周期数十秒から数百秒という長周期の地震波を解析することによって、地震開始から終了の頃までほぼ全期間を通した断層のすべりの様子（発震機構）を推定でき、その規模（モーメントマグニチュード）をも求めることができる。ただし、長周期の地震波が発生するM4程度以上の地震でしか算出することができない。